# بخش مرکزی شهرستان سوادکوه
بخش مرکزی شهرستان سوادکوه یکی از بخش‌های شهرستان سوادکوه در استان مازندران در شمال ایران است.

## تقسیمات کشوری
- بخش مرکزی شهرستان سوادکوه
  - دهستان راستوپی
  - دهستان ولوپی

شهرها: پل سفید، آلاشت

## جمعیت
بنابر سرشماری مرکز آمار ایران، جمعیت بخش مرکزی شهرستان سواد کوه در سال ۱۳۸۵ برابر با ۴۳۹۲۰ نفر بوده‌است.